# Marcantonio Franciotti
Marcantonio Franciotti (né  à Lucques, en Toscane en 1592, et mort à Rome le 8 février 1666) est un cardinal italien du XVIIe siècle.

## Biographie
Marcantonio Franciotti étudie à Bologne. Il va à Rome et entre à l'étude  du futur cardinal Giambattista Spada. Il est gouverneur de Faenza, gouverneur de Fabriano, auditeur général et clerc à la Chambre apostolique et préfet des Annona. Franciotti est élu évêque de Lucques en 1637 et il y reste jusqu'à 1645.  
Marcantonio Franciotti est créé cardinal in pectore par le pape Urbain III lors du consistoire du 28 novembre 1633. Sa création est publiée le 30 mars  1637. Il est légat apostolique en Romagne en 1640-1642 et camerlingue du Sacré Collège en 1650-1651. Le cardinal Franciotti participe au conclave de 1644 (élection d’Innocent X) et au conclave de 1655 (élection d'Alexandre VII).